# غاري سيمبسون
غاري سيمبسون (بالإنجليزية: Gary Simpson)‏ (10 يونيو 1959 بتشيسترفيلد في المملكة المتحدة - 2 أكتوبر 2023) هو لاعب كرة قدم بريطاني في مركز الهجوم. لعب مع نادي بانغور سيتي ونادي تشيسترفيلد ونادي تشستر سيتي ونادي أوزورتي تاون ‏.

## وصلات خارجية
- غاري سيمبسون على موقع قاعدة بيانات كرة القدم.إي يو (الإنجليزية)